# Theodotos-Inschrift

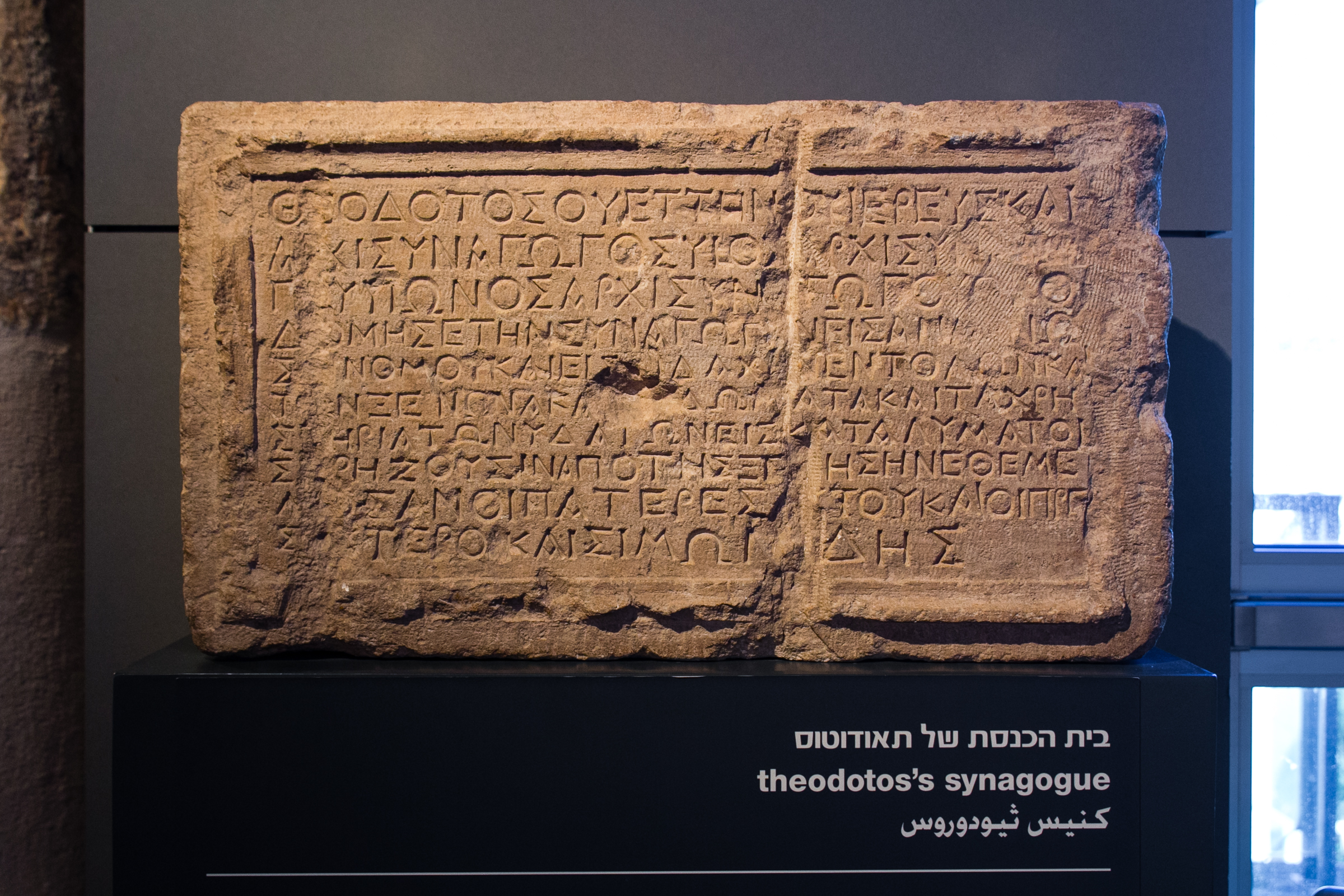
Theodotos-Inschrift, Präsentation im Israel-Museum.

Die Theodotos-Inschrift ist die Stifterinschrift einer antiken Jerusalemer Synagoge. Sie wird mehrheitlich in das 1. Jahrhundert n. Chr. datiert und ist in diesem Fall der einzige epigraphische Zeuge für die Existenz von Synagogen neben dem Herodianischen Tempel. Das griechische Wort Synagoge bezeichnete eine Gruppe von Menschen (= Versammlung); es wird aber kontrovers diskutiert, ob im 1. Jahrhundert n. Chr. auch ein Gebäude so benannt werden konnte, weil es als Ort der Versammlung diente. Sollte die Theodotos-Inschrift vor 70 n. Chr. zu datieren sein, wäre ein solcher Bau belegt.
Die Inschrift befand sich früher im Rockefeller-Museum, Jerusalem (IAA Inv. S 842), wird aber jetzt im Israel-Museum ausgestellt.

## Fundort

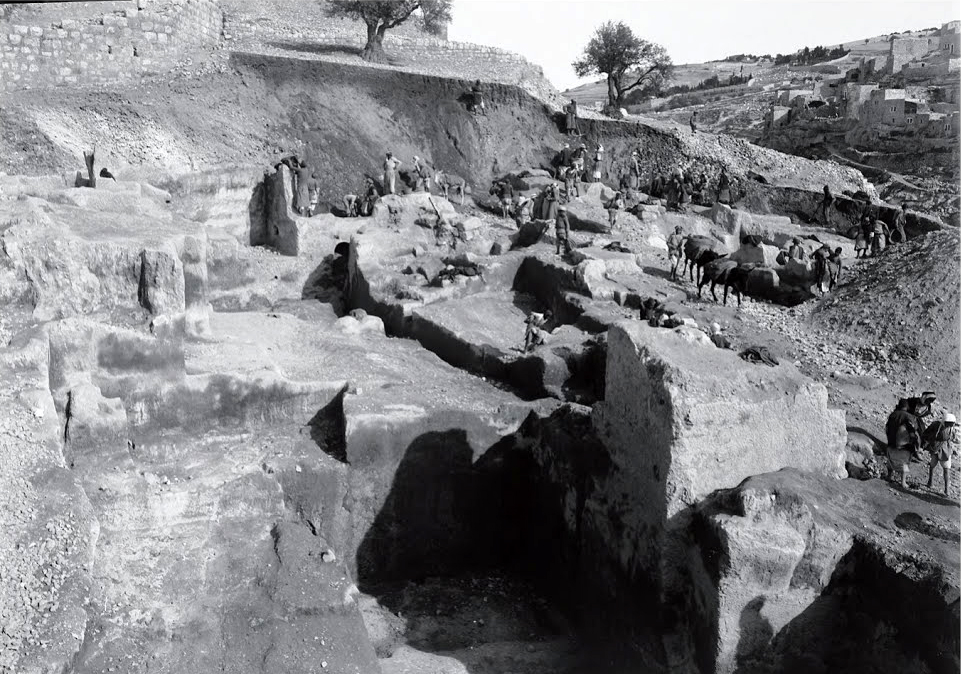
Raymond Weills Ausgrabung, Jerusalem um 1913.

Raymond Weill untersuchte 1913 bis 1914 ein Steinbruchgelände am Ostabhang der sogenannten Davidsstadt, südlich vom Tempelberg. Da der Hiskija-Tunnel diesen Bereich in einem großen Bogen umgeht, vermutete Weill hier die Gräber biblischer Könige. 
Weill fand vier Felskammern mit Bestattungen, in einer davon auch eisenzeitliche Keramik. Damit glaubte er, die (beraubten) Königsgräber entdeckt zu haben. Das wurde von der nachfolgenden Forschergeneration bestritten. Außer den vermeintlichen Königsgräbern fand Weill eine Reihe von Zisternen und Mikwen.
In einer Zisterne kam die Theodotos-Inschrift ans Licht, zusammen mit Stücken von Steinornamenten, behauenen Steinen und Öllampen. Wenige Meter östlich davon befanden sich ein Felsschacht und eine Gruppe von vier Ritualbädern. Es kann sich bei dem Schacht, von Weill als Grab angesprochen, gut um einen Keller handeln. Zusammen mit den Mikwen und der Zisterne sind dies möglicherweise die unterirdischen Reste des großzügigen Gebäudekomplexes, auf den sich die Inschrift bezieht. Eine ähnliche Situation mit Kellern und Ritualbädern fanden auch die Ausgräber des Herodianischen Quartiers der Jerusalemer Oberstadt vor. Von Weill gefundene Kalksteingefäße und Reste von Kalksteintischen bildeten eine weitere Parallele.
Die in der Zisterne zusammen mit dem Inschriftblock gefundenen Architekturfragmente und Öllampen legen eine Datierung vor dem Jahr 70 n. Chr. nahe. Diese Datierung wird von der Mehrheit der Forscher vertreten. Die Minderheitsmeinung vertritt Howard Clark Kee (1990): die Entwicklung des Synagogenbaus habe erst im 3. Jahrhundert n. Chr. ein Gebäude mit den im Text genannten Funktionen hervorgebracht. Kee bestreitet insbesondere, dass es für Juden unmöglich gewesen sei, nach 70 in der Aelia Capitolina zu wohnen und eine Synagoge zu unterhalten, was als Hilfsargument bei der Datierung der Theodotos-Inschrift eine Rolle spielte.

## Inschriftenträger
Die Inschrift befindet sich auf einem rechteckigen Kalksteinblock, 75 cm lang und 41 cm hoch. Ein Rahmen umschließt das Textfeld, welches 63 cm lang und 36 cm hoch ist. Die Buchstaben sind 2 bis 3 cm hoch. Der Text ist in griechischen Majuskeln geschrieben, umfasst zehn Zeilen und ist sehr gut lesbar. Die Zeilen 4 bis 8 sind deutlich kleiner als der Rest der Inschrift, als hätte der Steinmetz nach Zeile 3 Bedenken gehabt, den Text auf dem zur Verfügung stehenden Platz unterbringen zu können; die Buchstaben wurden in den letzten beiden Zeilen dann wieder größer, da ihm deutlich war, dass der Platz ausreichen würde.
Die Ausführung der Inschrift hat ihr nächstliegendes Vergleichsmaterial in zwei Warninschriften vom Herodianischen Tempel. Benjamin Mazars Ausgrabungen südlich des Tempelberges haben 1983 eine dritte vergleichbare Inschrift hinzugefügt, eine Stifterinschrift für eine Pflasterung des Tempelplatzes (dat. 18/17 v. Chr.) Die Theodotos-Inschrift passt recht gut zu diesen drei Inschriften: „Der Stil der Buchstaben bleibt innerhalb des Spektrums, das von diesen drei öffentlichen Dokumenten illustriert wird.“ Die Schrift ist also konsistent mit einer Datierung vor 70 n. Chr.; umgekehrt fehlen die Transformationen von Buchstaben, die für das 2. Jahrhundert und später typisch sind.
Allerdings kann eine spätere Datierung auch nicht ausgeschlossen werden, weil der Steinmetz auf Buchstabenformen des 1. Jahrhunderts zurückgegriffen haben könnte, um die Inschrift altertümlich wirken zu lassen.

## Inschrift

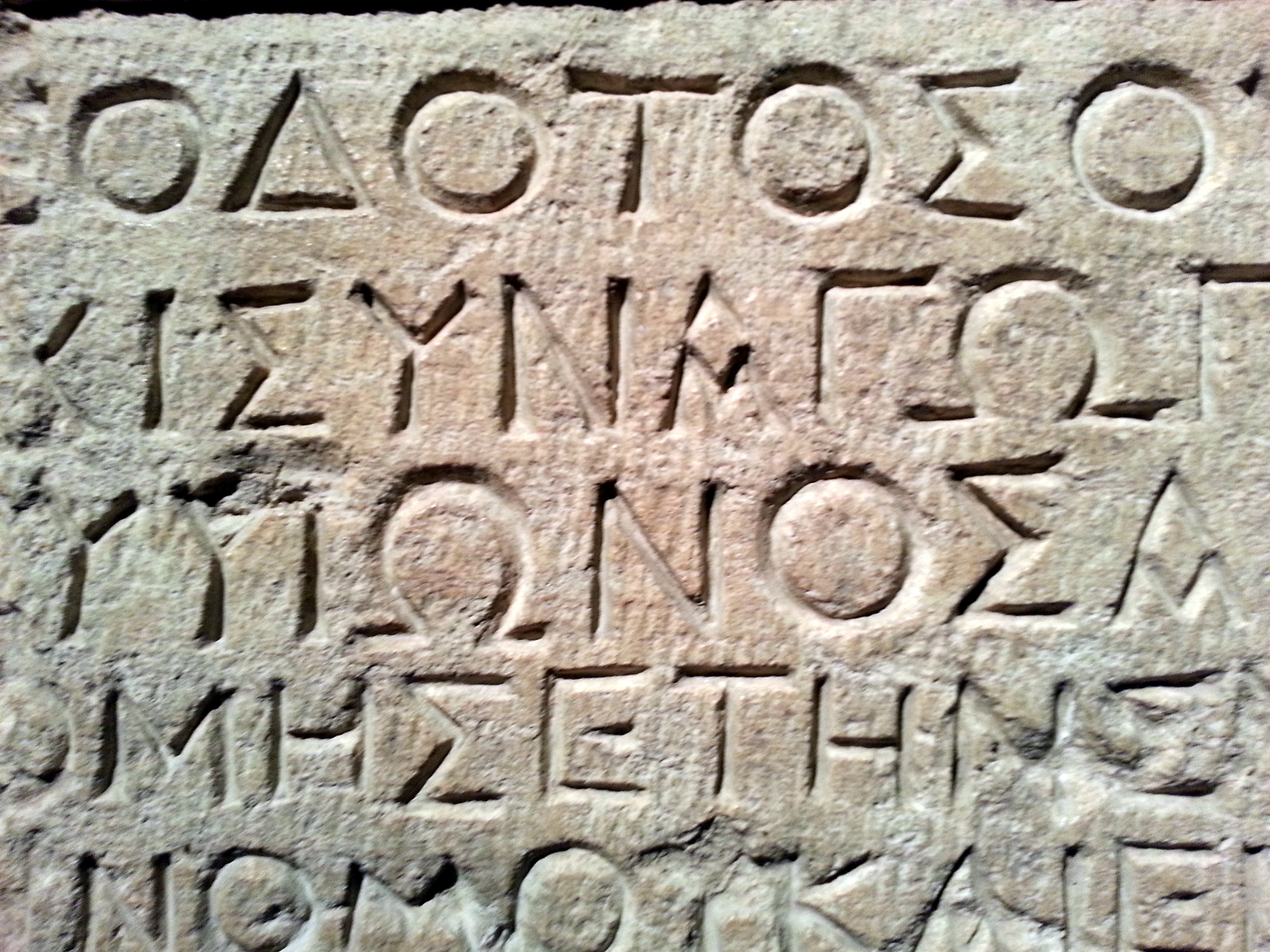
Zeilen 1 bis 5 (Ausschnitt).

### Griechisch
1. ΘΕΟΔΟΤΟΣ ΟΥΕΤΤΗΝΟΥ ΙΕΡΕΥΣ ΚΑΙ
2. ΑΡΧΙΣΥΝΑΓΩΓΟΣ ΥΙΟΣ ΑΡΧΙΣΥΝ(ΑΓΩ)
3. Γ(Ο)Υ ΥΙΩΝΟΣ ΑΡΧΙΣΥΝ(Α)ΓΩΓΟΥ ΩΚΟ
4. ΔΟΜΗΣΕ ΤΗΝ ΣΥΝΑΓΩΓ(Η)Ν ΕΙΣ ΑΝ(ΑΓ)ΝΩ
5. Σ(ΙΝ) ΝΟΜΟΥ ΚΑΙ ΕΙΣ (Δ)ΙΔAΧ(Η)Ν ΕΝΤΟΛΩΝ
6. ΤΟΝ ΞΕΝΩΝΑ ΚΑ(Ι TΑ) ΔΩΜΑΤΑ ΚΑΙ ΤΑ ΧΡΗ
7. Σ(Τ)ΗΡΙΑ ΤΩΝ ΥΔΑΤΩΝ ΕΙΣ ΚΑΤΑΛΥΜΑ ΤΟΙ
8. Σ(Χ)ΡΗΖΟΥΣΙΝ ΑΠΟ ΤΗΣ ΞΕ(Ν)ΗΣ ΗΝ ΕΘΕΜΕ
9. Λ(ΙΩ)ΣΑΝ ΟΙ ΠΑΤΕΡΕΣ (Α)ΥΤΟΥ ΚΑΙ ΟΙ ΠΡΕ
10. Σ(Β)ΥΤΕΡΟΙ ΚΑΙ ΣΙΜΩΝ(Ι)ΔΗΣ[12]

### Deutsche Übersetzung
1. Theodotos des Vettenos Sohn, Priester und
2. Synagogenvorsteher, Sohn eines Synagogenvorste-
3. hers, Enkel eines Synagogenvorstehers, er-
4. baute die(se) Synagoge zur Vorle-
5. sung des Gesetzes und zum Unterricht in den Geboten, ebenso auch
6. das Fremdenhaus und die Kammern und die Was-
7. seranlagen für die (Pilger) aus der Fremde, die
8. eine Herberge brauchen. Den Grundstein dazu hat-
9. ten gelegt seine Väter und die Äl-
10. testen und Simonides.[13]

## Interpretation
Die Theodotos-Inschrift ist bemerkenswert einerseits, weil der Stifter sich in eine Tradition stellte, der schon Vater und Großvater angehörten: diese waren zugleich Priester und Synagogenvorsteher. Andererseits beschreibt die Inschrift eine Art Gemeindezentrum, zu dem folgende Einrichtungen gehörten:
- Synagogengebäude
- Gästehaus
- Kammern (δώματα, wohl Nebenräume des Gästehauses[15])
- Wasserinstallationen (χρηστήρια τῶν ὑδάτων, ein vager Begriff, der Zisternen bezeichnen kann, aber auch eine aufwändige Form der Wasserversorgung[15]).

Zweck des Synagogenbaus ist das Lesen des Gesetzes und das Studium der Gebote. Aus zeitgenössischen Quellen erfährt man, dass die Lesung am Sabbat, an Festen und am Monatsanfang stattfand. Die Synagoge ist also nicht, oder nicht vorrangig, Ort für das Gebet.
Die Erwähnung der Ältesten (Zeile 9 f.) stellt klar, dass es sich um eine Einrichtung der Gemeinde und nicht um eine Familienstiftung handelte.
Charles Clermont-Ganneau (1920) schlug vor, Vettenus, den Vater des Theodotos, als Freigelassenen oder als Adoptivsohn eines Mitglieds der gens Vettia in Rom zu interpretieren; viele Forscher sind dieser Deutung gefolgt. Es ist aber belegt, dass jüdische Eltern ihren Kindern griechische oder lateinische Namen gaben, ohne dass es sich dabei um Freigelassene handelte. Ein öfter vermuteter Bezug zu Personen mit dem Nomen gentile Vettius besteht nicht.
Nach Roland Deines war die Theodotos-Synagoge ein Quartier für Griechisch sprechende jüdische Pilger aus der Diaspora. Hier konnten sie nicht nur wohnen, sondern sich auch auf ihren Tempelbesuch angemessen vorbereiten: Mit Tauchbädern in den Mikwen begaben sich die Pilger in den Zustand ritueller Reinheit, Unterricht im Gesetz erleichterte ihnen das Verständnis der Tempelrituale.